# 고대 이집트 수학
고대 이집트 수학(Ancient Egyptian mathematics)은 기원전 3000년 경부터 기원전 300년 경까지, 이집트 고왕국부터 대략 헬레니즘 이집트가 시작될 때까지 고대 이집트에서 개발되고 사용된 수학이다. 고대 이집트인들은 곱셈과 분수가 포함된 서면 수학 문제를 계산하고 해결하기 위해 수 체계를 활용했다. 이집트 수학에 대한 증거는 파피루스에 기록된 소수의 살아남은 자료로 제한된다. 이러한 문헌을 통해 고대 이집트인들은 건축 공학에 유용한 3차원 모양의 표면적과 부피를 결정하는 것과 같은 기하학 개념과 거짓 위치 방법 및 이차 방정식과 같은 대수학의 개념을 이해한 것으로 알려져 있다.

## 같이 보기
- 수학사
  - 기하학사
- 신성문자